# Thomas Løvstrøm
Sakæus Thomas Ole Løvstrøm (* 14. März 1876 in Illorsuit; † 13. Februar 1933 ebenda) war ein grönländischer Landesrat.

## Leben
Thomas Løvstrøm entstammt der schwedischstämmigen Familie Løvstrøm. Er war der Sohn von Hans Enok Nicolai Mathias Thomas Løvstrøm (1847–1877) und seiner Frau Johanne Sara Eva Michelsen (1850–1919). Er war Jäger von Beruf. Thomas Løvstrøm saß 1911 für eine Sitzung im ersten nordgrönländischen Landesrat. Den Rest der Legislaturperiode saß Isak Zeeb an seiner Stelle. Von 1917 bis 1922 war er auch Mitglied in der zweiten Periode, wurde aber 1918 durch Tobias Willumsen vertreten. Er starb 1933 im Alter von 56 Jahren an einem Herzleiden.